# Kościół św. Jana Chrzciciela w Czerniewiczach
Kościół św. Jana Chrzciciela w Czerniewiczach – kościół parafialny w Czerniewiczach na Białorusi.

## Historia
Kościół parafialny pw. św. Jana Chrzciciela został wybudowany w latach 1920-1922. W latach 50. XX w. władze komunistyczne zamknęły kościół. W szybkim czasie budynek zaczął zmieniać się w ruinę, do lat 90. przechowywano w nim zboże. W 1991 roku proboszcz parafii w Zadorożu ks. Lucjan Pawlik MIC oraz parafianie z Czerniewicz uzyskali od władz zwrot kościoła wiernym. Pierwsza Msza Święta po zwrocie świątyni została odprawiona w odnowionym kościele w 1993 roku.